# Fusarium guttiforme
Fusarium guttiforme är en svampart som beskrevs av Nirenberg & O'Donnell 1998. Fusarium guttiforme ingår i släktet Fusarium och familjen Nectriaceae.   Inga underarter finns listade i Catalogue of Life.